# کاوه میرحسینی
کاوه میرحسینی (زاده ۱۱ آذر ۱۳۶۸) آهنگساز، رهبر ارکستر، مدیر هنری گروه آنسامبل کانتوس، نوازنده سازهای کوبه ای، پژوهشگر موسیقی فولکلور فارسی، مدرس و همچنین بنیانگذار انجمن آهنگسازان خاورمیانه است. وی در سال ۱۳۹۹ در سی و ششمین جشنواره موسیقی فجر موفق به دریافت جایزه باربد شد.

## زندگی
او در تهران و در خانواده‌ای اهل هنر به دنیا آمد که با الهام از پدرش که نواختن تمبک (ساز کوبه ای ایرانی) را به او آموخت و توصیه‌های مادرش (شهلا میلانی، خواننده اپرا و رهبر گروه کر)، موسیقی را فرا گرفت.

## حرفه
او با حامد مهاجر آشنا شد و دانش موسیقایی را از او آموخت و سپس وارد دانشکده موسیقی دانشگاه هنر و معماری تهران شد. دوره‌های آهنگسازی را نزد هوشیار خیام گذراند. یکی از فعالیت‌های مهم او تحقیق و ضبط موسیقی فولکلور ایران است. وی دوره های رهبری ارکستر زیر نظر موسیقی‌دان و رهبر ارکستر نصیر حیدریان و آهنگسازی و شناخت موسیقی ایران را زیر نظر  آهنگ‌ساز و پژوهشگر موسیقی محمدرضا درویشی فراگرفت.
وی در سال ۱۳۹۰ به دلیل آهنگسازی و رهبری کنسرت از سوی دفتر موسیقی و کمیته جشنواره جهانی موسیقی فجر به عنوان نوازنده افتخاری برگزیده شد. او جایزه باربد را که یکی از جایزه موسیقی ایران است و به برگزیدگان جشنواره موسیقی فجر اهدا می‌شود در سی و ششمین دوره (۱۳۹۹) این جشنوراه برای آلبوم اشراق در بخش آهنگسازی موسیقی کلاسیک دریافت کرد. او همچنین رهبری موسیقی فیلم بی‌همه‌چیز ساختهٔ حامد ثابت (برندهٔ سیمرغ بلورین بهترین موسیقی متن از سی و نهمین جشنواره فیلم فجر) را بر عهده داشت.

### آلبوم‌شناسی

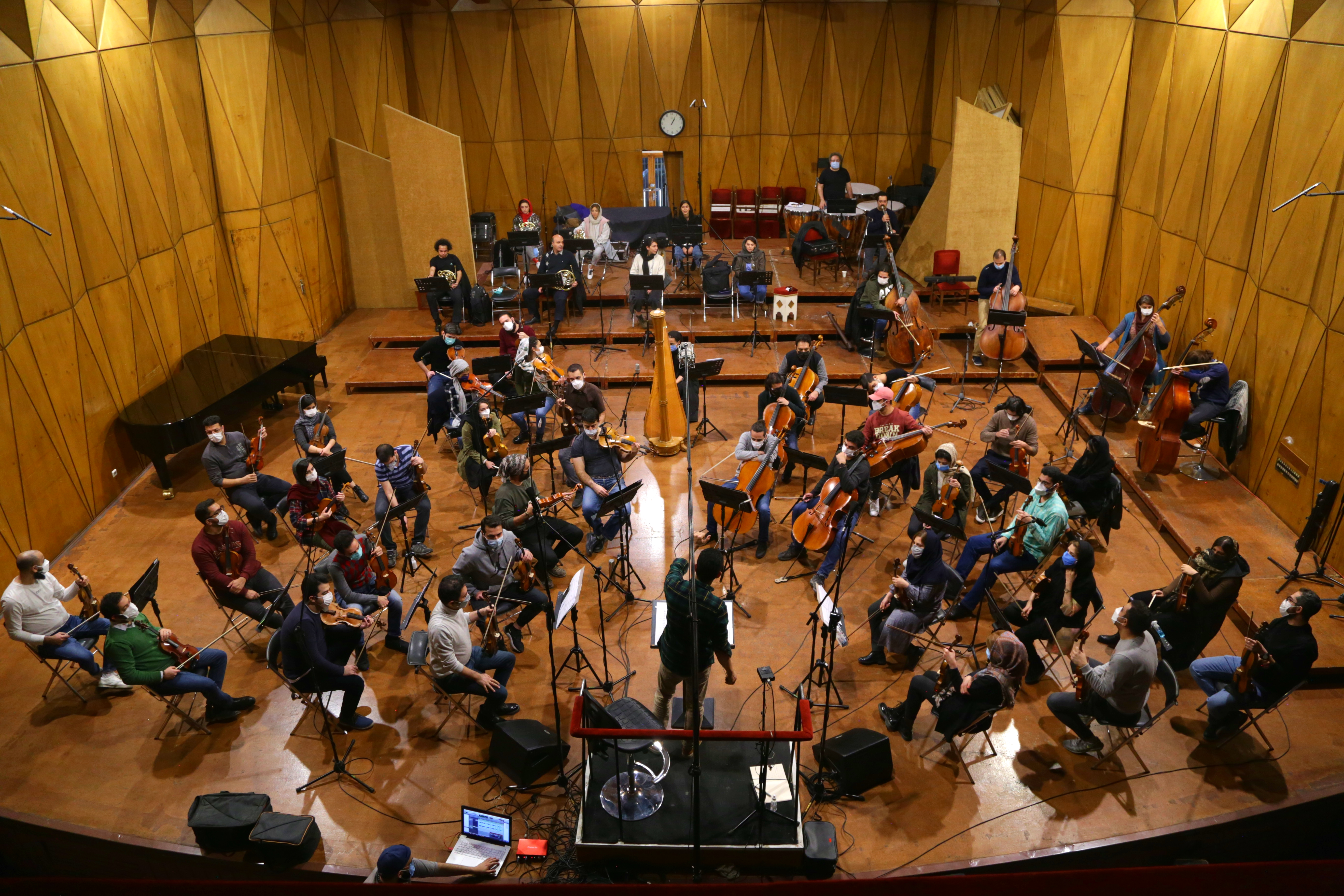
کاوه میرحسینی در حال رهبری و ضبط موسیقی متن فیلم بی همه چیز

- ۲۰۱۹ - رازآلود[۲۴][۲۵]
- ۲۰۱۹ - اشراق[۲۶]
- ۲۰۲۰ -ارض اموات[۲۷]

## فعالیت
آنسامبل کانتوس توسط کاوه میرحسینی در سال ۱۳۹۱ با هدف ترویج موسیقی معاصر فعالیت خود را آغاز کرد.

## جوایز و افتخارات
1. دریافت جایزه باربد در ۱۳۹۹ در بخش آهنگسازی موسیقی کلاسیک برای آلبوم اشراق.[۲۹][۳۰][۳۱][۳۲]
2. برنده LMF در ایتالیا[۱۳]
3. آهنگساز برگزیده جشنواره موسیقی سیلک رود صربستان[۳۳]
4. مقام اول مسابقات رهبری بنیاد رودکی[۳۴]